# Glyphesis servulus
Espèce
Synonymes
- Erigone servula Simon, 1882

Glyphesis servulus est une espèce d'araignées aranéomorphes de la famille des Linyphiidae.

## Distribution
Cette espèce se rencontre en Europe.

## Description
Le mâle syntype mesure 0,8 mm.
Le mâle décrit par Simon en 1884 mesure 1 mm et la femelle 1,2 mm.
Le mâle mesure 1 mm et les femelles de 1,1 à 1,3 mm.

## Systématique et taxinomie
Cette espèce a été décrite sous le protonyme Erigone servula par Simon en 1882. Elle est placée dans le genre Minyriolus par Simon en 1884 puis dans le genre Glyphesis par Simon en 1926.

## Publication originale
- Simon, 1882 : « Description d'espèces nouvelles du genre Erigone. » Bulletin de la Société Zoologique de France, vol. 6, p. 233-257 (texte intégral).